# 털머위
털머위(문화어: 말곰취)는 국화과의 늘푸른 여러해살이풀이다.

## 생태
한국·일본 원산으로 울릉도 및 제주도 등 남해안 섬 지방에 주로 분포하며, 바닷가 숲속, 습기가 충분한 반그늘 지역에서 잘 자란다. 키는 30~50 센티미터쯤 되며 줄기 전체에 연한 갈색 솜털이 난다. 잎은 잎자루가 긴데 뿌리에서 모여 난다. 길이 4~15 센티미터, 너비 6~30 센티미터로 두껍고 윤이 나며 가장자리는 가끔 이 모양의 톱니가 있으나 대체로 밋밋하다. 꽃은 9~10월에 피고 가지 끝에 1개씩 달리는데 꽃자루들이 산방 모양으로 모여 난다. 열매는 수과이고 관모는 흑갈색이다.

## 쓰임새
잎자루를 먹으며 잎은 민간에서 약으로 쓰이지만 머위와 달리 독이 있어 조심해야 한다.

## 약효
진해, 거담, 해수, 후비, 폐옹, 폐위, 토혈

## 관리 및 번식법
관리법 : 화분이나 화단에 심는다. 잎이 상록성이기 때문에 조경용으로 많이 이용되고 있으며 중부 이북에서는 잘 자라지 않는다.
번식법 : 12월에 얻은 종자를 바로 화단이나 화분에 뿌리거나 종자를 종이에 싸서 냉장보관 후 이듬해 봄에 뿌린다. 이른 봄 새순이 올라올 때 포기나누기를 한다.

## 사진

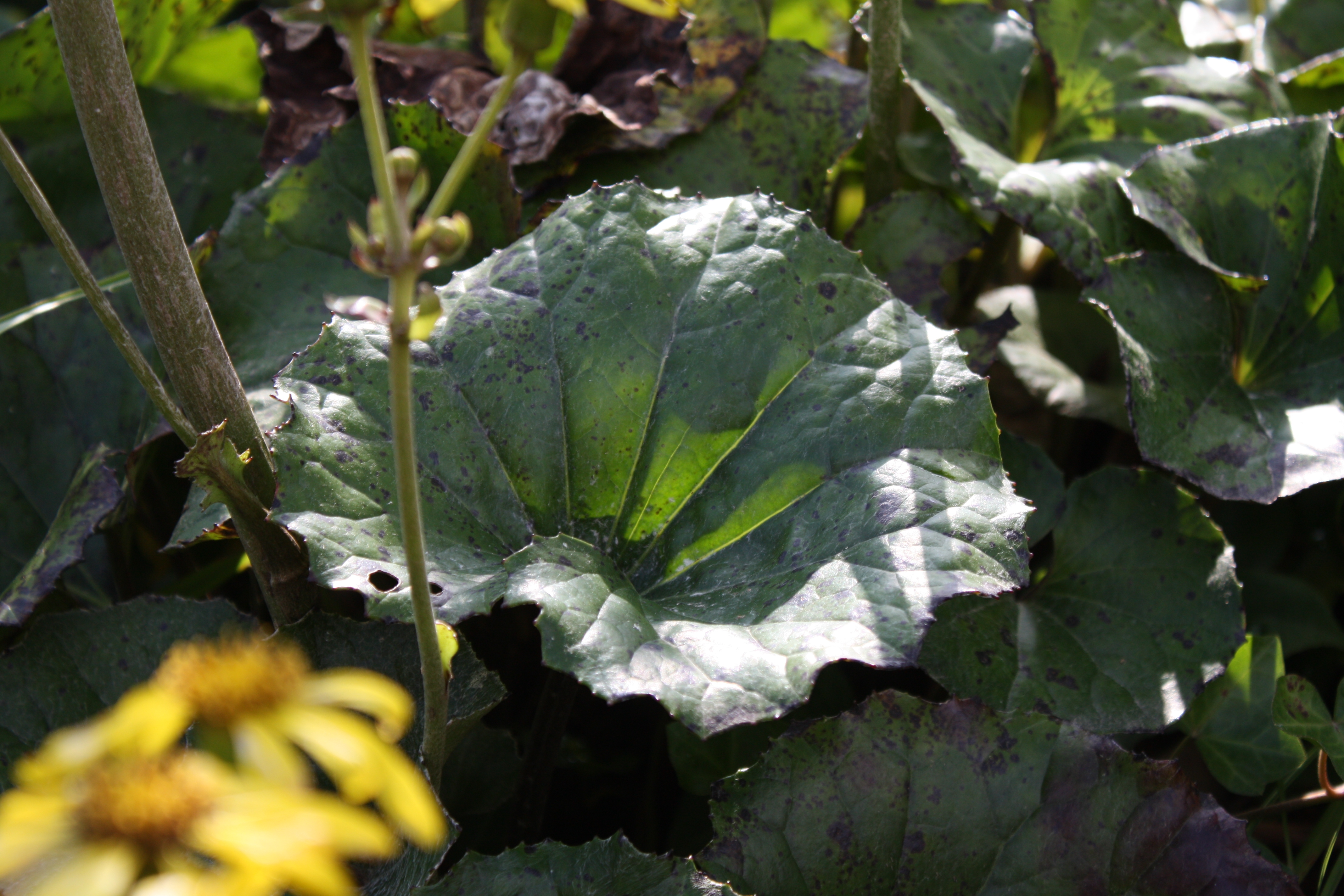
잎
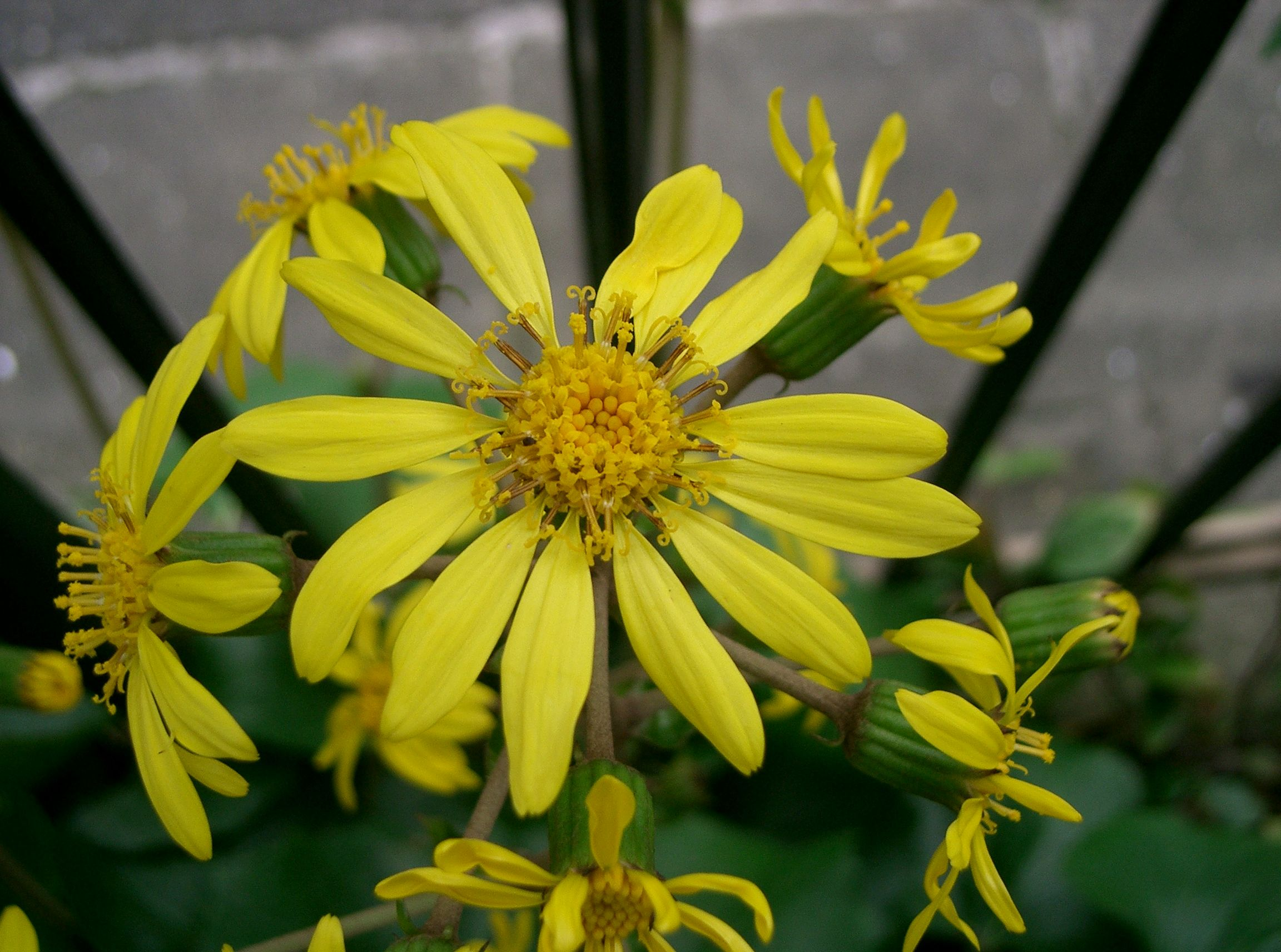
꽃
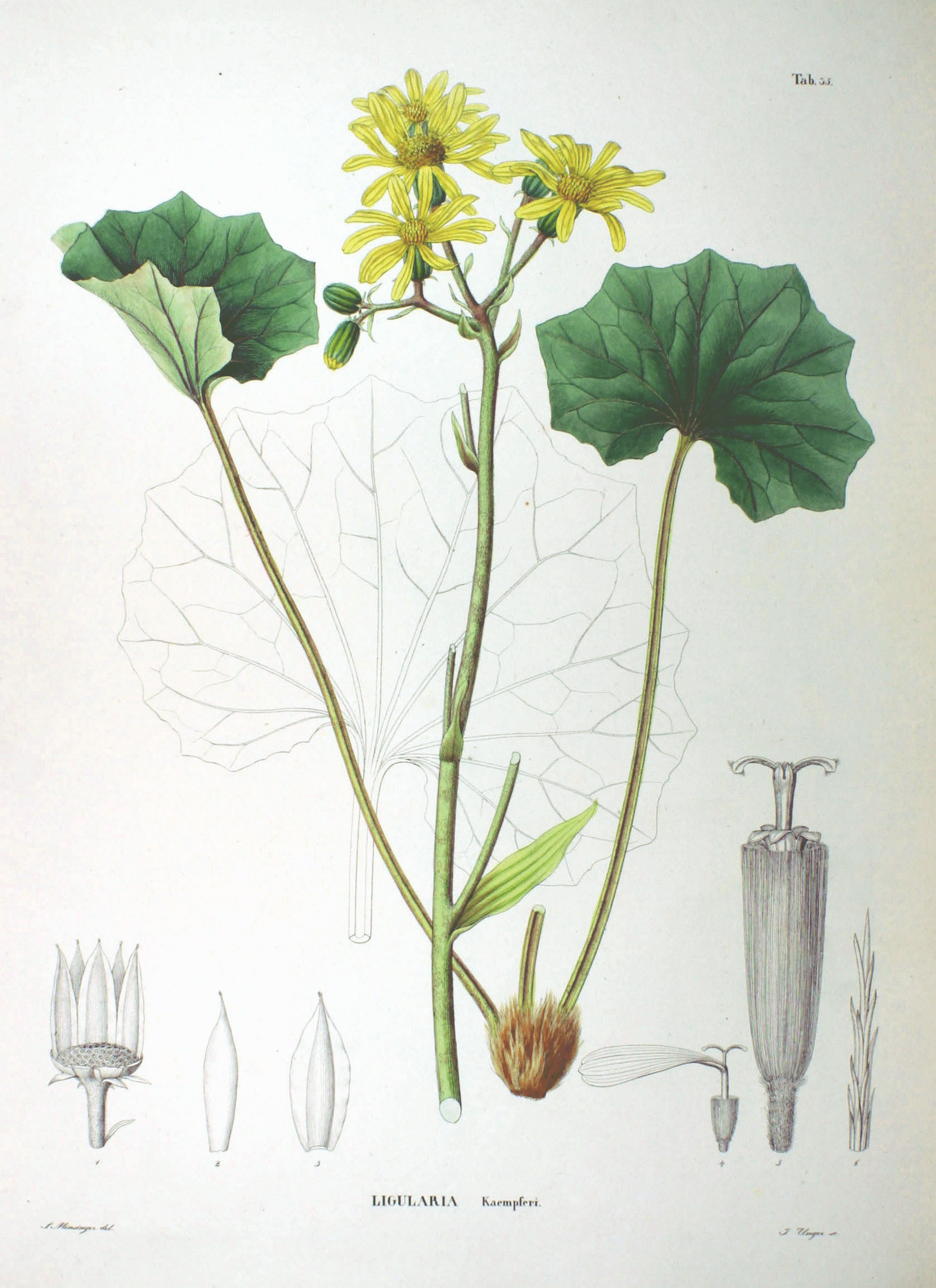